# Они продают даже дождь
«Они продают даже дождь» (исп. También la lluvia) — фильм 2010 года режиссёра Исиар Больяин.
Фильм получил премию «Ариэль» за лучший иберо-американский фильм и три премии «Гойя». Помимо этого, фильм был выбран в качестве испанской заявки на премию «Оскар» за лучший фильм на иностранном языке 2011 года (попал в январский шорт-лист, но не в число номинантов). В России фильм был показан в 2011 году на Московском международном кинофестивале.

## Сюжет
Мексиканский режиссёр Себастьян и исполнительный продюсер Коста вместе со съёмочной группой приезжают в Кочабамбу, Боливия, чтобы снять фильм о первом путешествии Колумба в Новый Свет и его встрече с местным населением. Исходя из ограниченного бюджета, Коста решил снимать фильм в беднейшей стране Южной Америки Боливии. Местное население согласно сниматься в массовке за два доллара в день и при этом выполнять физическую работу по подготовке декораций для съёмок.
Себастьян выбирает одного из местных жителей по имени Даниэль на роль Атуэйя, предводителя Таино, возглавившего восстание против европейцев. Его дочь Белен также играет важную роль в фильме. Себастьян не знает о том, что Даниэль выступает на демонстрациях против приватизации воды, на которую местное правительство дало согласие. Съёмки начинаются без происшествий, несмотря на алкоголизм актёра Антона, играющего роль Колумба. Коста начинает беспокоиться, после того как видит Даниэля на демонстрациях и просит его воздержаться от участия до конца съёмок. Даниэль делает вид, что согласен с Костой, но при этом продолжает участвовать в демонстрациях и после столкновений с полицией у него появляются раны на лице. После этого Коста предлагает Даниэлю несколько тысяч долларов, чтобы он прекратил участие в демонстрациях. Даниэль принимает деньги, но при этом вновь выходит на демонстрации и попадает в тюрьму. Себастьян начинает сомневаться, что им удастся закончить фильм, но Коста убеждает его продолжить съёмки и даёт взятку полиции, чтобы они отпустили Даниэля на время съёмок ключевой сцены фильма. После окончания съёмок этой сцены прибывает полиция и пытается задержать Даниэля, но другие участники массовки окружают полицию и Даниэлю удаётся сбежать.
В этот же вечер по новостям передают, что столкновения с полицией в Кочабамбе усилились и переросли в насилие. Видя это, актёры Хуан и Альберто решают уехать домой, но Себастьян уговаривает их остаться. На следующее утро, перед тем как группа отправляется продолжать съёмки, к Косте подходит жена Даниэля Тереза и просит его помочь в поисках их дочери Белен, которую по слухам ранили. После раздумий Коста соглашается, несмотря на протесты Себастьяна. Вместе с Терезой Коста находит Белен и доставляет её в госпиталь. В это время Себастьяна с группой задерживают на блокпосту и все, кроме Антона, покидают Себастьяна, чтобы отправиться домой. Демонстранты добиваются своей цели и протесты заканчиваются. Коста выражает надежду, что фильм будет когда-нибудь завершен, а Даниэль за спасение дочери дарит Косте флакон с боливийской водой.

## В ролях
- Луис Тосар — Коста
- Гаэль Гарсиа Берналь — Себастьян
- Карра Элехальде — Антон
- Рауль Аревало — Хуан
- Карлос Сантос — Альберто
- Хуан Карлос Адуриви — Даниэль

## Отзывы
Фильм получил преимущественно положительные отзывы. На сайте Rotten Tomatoes фильм имеет рейтинг 88 % на основе 59 рецензий.
Роджер Эберт дал фильму 3 звезды из 4, при этом написав, что фильм смело поднимает те вопросы, которые задумывались, но при этом он так и не смог найти примечания в конце, что массовка в этом фильме не оказалось недооплачена.